# Quinten Timber
Quinten Timber (Utrecht, Países Bajos, 17 de junio de 2001) es un futbolista neerlandés que juega como mediocampista en el Feyenoord de la Eredivisie de los Países Bajos.

## Trayectoria

### Ajax
Timber jugó en las academias juveniles de DVSU y Feyenoord, antes de que él y su hermano se unieran a la Academia Juvenil del Ajax en 2014. Desde 2016 ha jugado para varios equipos juveniles de la selección nacional de los Países Bajos y en 2018 ganó el Campeonato Europeo Sub-17 de la UEFA. El 15 de octubre de 2018, hizo su debut profesional, jugando para Jong Ajax, el equipo de reserva del Ajax que compite en la Eerste Divisie, la segunda división del fútbol profesional en los Países Bajos, en la derrota fuera de casa por 2-1 ante Jong PSV. Marcó su primer gol el 25 de marzo de 2019 en el empate 3-3 con el Jong FC Utrecht.

### Utrecht
El 5 de mayo de 2021 se anunció que Timber sería traspasado al FC Utrecht, firmando un contrato de tres años con el club de su ciudad natal.

### Feyenoord
El 28 de julio de 2022, Feyenoord anunció que había fichado a Timber por un contrato de cuatro años, y el FC Utrecht anunció que Timber se convirtió en el jugador saliente más caro en la historia del club hasta la fecha. El importe de la transferencia fue de 8,5 millones de euros, un récord también para el Feyenoord. Marcó su primer gol con el club el 27 de agosto de 2022, anotando el primer gol en la victoria por 4-0 sobre el FC Emmen.

## Selección nacional
Timber recibió su primera convocatoria con la selección de los Países Bajos en marzo de 2024 para los amistosos contra Escocia y Alemania. Hizo su debut como suplente el 26 de marzo de 2024 contra Alemania.

## Vida personal
Nacido en Holanda, Timber y su hermano gemelo Jurriën Timber, que también es futbolista, son de ascendencia arubeña y curazao. Su madre Marilyn es de Aruba y su padre es de Curazao, ambas partes de las Islas ABC en el Caribe holandés. Debido a situaciones del pasado, la familia adoptó su apellido materno Timber en lugar de tomar el apellido de su padre. Los gemelos también tienen tres hermanos mayores, Shamier, Chris y Dylan.

## Clubes
| Club                | País                | Año                 | Partidos | Goles |
| ------------------- | ------------------- | ------------------- | -------- | ----- |
| Jong Ajax           | Países Bajos        | 2018-2021           | 40       | 3     |
| F. C. Utrecht       | Países Bajos        | 2021-2022           | 33       | 2     |
| Feyenoord           | Países Bajos        | 2022-presente       | 75       | 11    |
| Total en su carrera | Total en su carrera | Total en su carrera | 148      | 16    |

## Palmarés

### Títulos nacionales
| Título                        | Club              | País         | Año  |
| ----------------------------- | ----------------- | ------------ | ---- |
| Copa de los Países Bajos      | Ajax de Ámsterdam | Países Bajos | 2021 |
| Eredivisie                    | Feyenoord         | Países Bajos | 2023 |
| Copa de los Países Bajos      | Feyenoord         | Países Bajos | 2024 |
| Supercopa de los Países Bajos | Feyenoord         | Países Bajos | 2024 |